# أنيسة أشقر
أنيسة أشقر (بالعبرية: אניסה אשקר‏) هي فنانة متعدّدة المجالات الفنيّة، فهي رسامة، وفنانة أدائيّة وفنانة فيديو ونماذج منحوتة، تعمل بمدينه عكا وتل أبيب.

## حياتها
ولدت أنيسة أشقر عام 1979في حي بربور في مدينة عكا بعائلة كبيرة مكونة من ثلاثة عشر فردًا.

## دراستها
بدأت أنيسة مسيرتها الفنية في عام 1988 من جيل التاسعة حتى السابعة عشر تعلمت فن الخط لدى خطاط تقليدي، متجاوزة بذلك الحصرية الاجتماعية في فن الخط باعتباره مجالًا للرجال فقط.
في عام 1998-2000 تعلمت تاريخ الفن والتصميم في كليه مار الياس الثانوية إعبلين في الجليل الأسفل، وثم بدأت دراستها للبكالويوس في الفنون في كلية الفنون بيت بيرل. أنهت دراستها في العام 2004. وتعمل في تل أبيب ويافا.
يدمج نشاط أشقر بين النشاط الفني والنشاط التعليمي على مدى سنين طويلة. هي تدرّس الفن وتدرس في مؤسسات أكاديمية وتربوية مختلفة منها كلية شنكار للفنون، أكاديمية بتسلئيل للفن والتصميم، المركز الاجتماعي اليهودي-العربي في يافا.

## أعمالها
تستند معظم أعمال أشقر على الرموز والأساطير، وبشكل رئيسي على الشخصيات النسائية منها (مثل الميدوزا) والحيوانات التي تمثل مجازات أسطورية (مثل الحصان والبجعة). تقدم معظم عروض الأداء برفقة رجل، وتركز هذه الأعمال على الديناميكية الحاصلة بينهما. تتكرر في أعمالها عناصر أخرى لسوائل مختلفة بألوان قوية، مثل الحليب والقهوة. تتطرق في الكثير من أعمالها إلى عناصر من تاريخ الفن الغربي الحديث والمعاصر، من خلال إيماءات لفان جوخ، بول كلي، فريدا كاهلو، جوزيف بويس وجاكسون بولوك.
تستخدم أنيسة أشقر في أعمالها الخط العربي الذي تكتبه على وجهها كل يوم، ففي السنه الأولى من دراستها قررت أنيسة مواصلة ممارستها لفن الخط العربي عن طريق الكتابة على وجهها.
بدأت أنيسة باقتباس جمل من قصائد الشاعر الفلسطيني محمود درويش وكتابات الشاعر السوري محمد الماغوط، مثل: «فالحرية تأخذ بالمخالب والأسنان». تحمل جميع أعمالها حكمة ما مثل: «عمري»، «اكتبي»، «علمني»، «الليلة»، «أكثر وأكثر». تعتبر الكتابة اليومية على وجهها ممارسة يومية لفن الأداء.سبب كتابة أنيسة على الوجه
استخدام الكتابة على الوجه هو عمل فني وبارز قامت به الفنانة أنيسة أشقر، كانت أنيسة تكتب على الوجه باللغة العربية وبخط اليد ذهبت لهذا لمجال الكتابة على الأوجه بسبب إحساسها بالغربة في كلية بيت بيرل، حيث كانت محاطة بزملاء يتحدثون العبرية فقط، وكانت تحن للغتها العربية ووجدت في الكتابة على الوجه حلًّا.

## جوائز أنيسة أشقر
·      في عام 2004 حصلت على امتياز بالرسم من معهد الفن، كليه بيت بيرل.
·      في عام 2005 حصلت على منحة الفنان المعلم من وزاره الثقافة والرياضة الإسرائيلية.
·      في عام 2007 حصلت على جائزة الفنان الشاب من وزارة علوم الثقافة والرياضة الإسرائيلية.
·      في عام 2008 حصلت على إقامة فنية من Kunsthuas، ألمانيا.
·      في عام 2016 جائزة من ميفعال هبايس.